# AlbaStar
AlbaStar — іспанська чартерна авіакомпанія, що базується у Пальма-де-Майорка.. Авіакомпанія має свої авіабази в аеропорту Пальма-де-Майорка та аеропорту Мілан-Мальпенса. Базою для вантажних рейсів є аеропорт Катанія.
Компанія була заснована 30 листопада 2009 року. 31 липня 2010 року авіакомпанія отримала сертифікат та ліцензію на пасажирські та вантажні перевезення.

## Флот

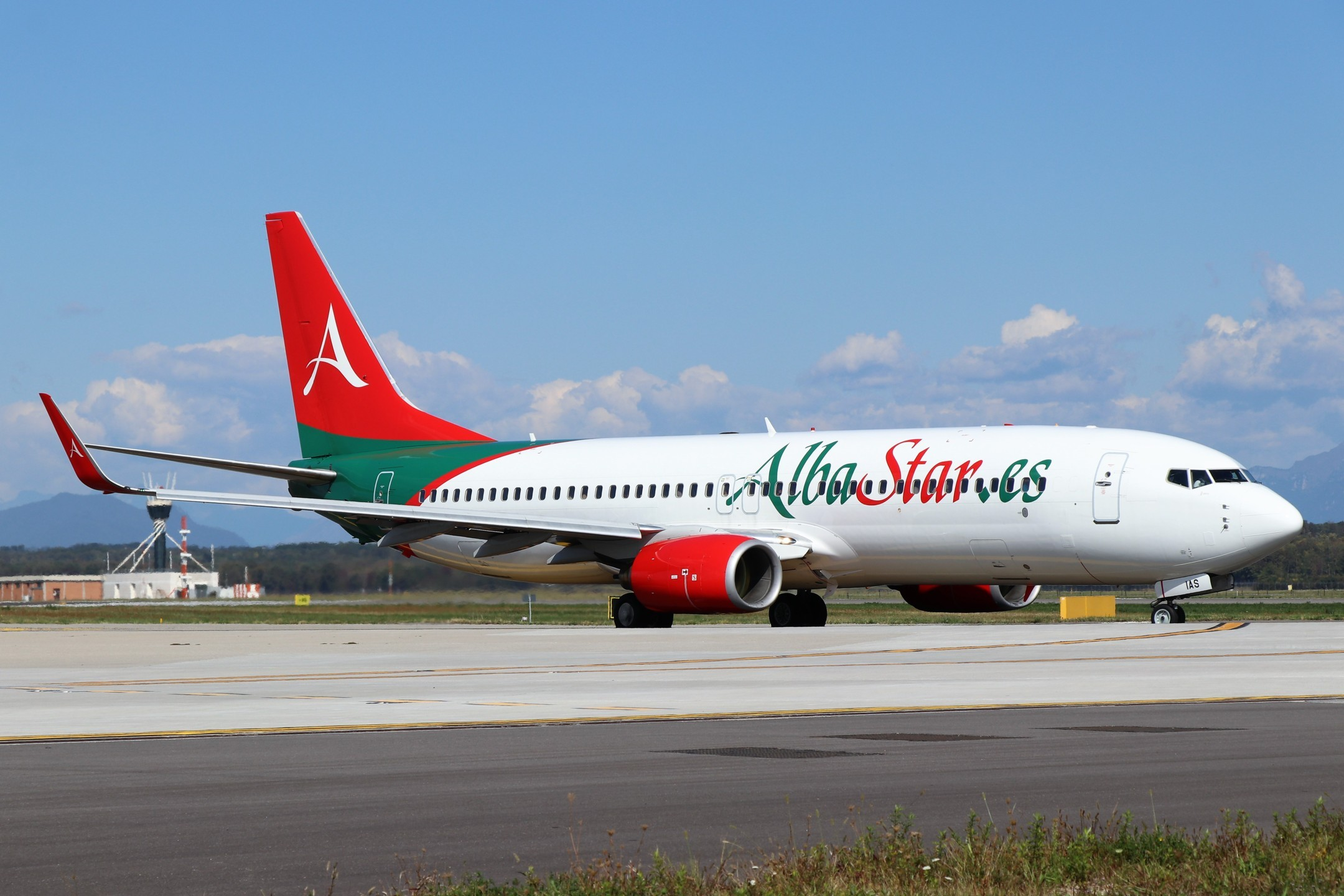
AlbaStar Boeing 737—800

Флот на квітень 2019:
| Тип            | В дії | Замовлено | Пасажирів | Примітка |
| -------------- | ----- | --------- | --------- | -------- |
| Boeing 737—800 | 6     | —         | 189       |          |
| Разом          | 6     | —         |           |          |